# Innocenty XIII
Innocenty XIII (łac. Innocentius XIII, właśc. Michelangelo Conti; ur. 13 maja 1655 w Poli, zm. 7 marca 1724 w Rzymie) – włoski duchowny katolicki, 244. papież w okresie od 8 maja 1721 do 7 marca 1724.

## Życiorys

### Wczesne życie
Był synem księcia Poli, Carlo II Conti di Segni i Isabelli Monti. Był spokrewniony z papieżem Innocentym III. Kształcił się w Anconie i w Rzymie – początkowo w kolegium jezuickim, następnie na Uniwersytecie La Sapienza, gdzie obronił doktorat utroque iure. Aleksander VIII nadał mu tytuł tajnego szambelana i domowego prałata, a także wysłał z misją internuncjusza do Wenecji, gdzie Conti przekazał doży weneckiemu specjalnie przez papieża pobłogosławione hełm i sztylet. W Kurii Rzymskiej był także referendarzem Trybunału Sygnatury Apostolskiej, a w sierpniu 1691 został mianowany gubernatorem Acoli; był również gubernatorem Frosinone, Campania e Maritima i Viterbo, pełnił także funkcję komisarza contra bannitos w Państwie Papieskim.
W czerwcu 1695 został mianowany arcybiskupem tytularnym Tarsu (sakrę biskupią otrzymał w Rzymie 16 czerwca 1695 z rąk kardynała Galeazzo Marescottiego) oraz asystentem Tronu Papieskiego i wysłany z misją nuncjusza do Szwajcarii. Od marca 1698 był nuncjuszem w Portugalii, gdzie prawdopodobnie nabrał niechęci do działalności zakonu jezuitów. 7 czerwca 1706 otrzymał godność kardynalską, z tytułem prezbitera Ss. Quirico e Giulitta. Po zakończeniu misji dyplomatycznej w Portugalii otrzymał w styczniu 1709 biskupstwo Osimo, a w sierpniu 1712 Viterbo e Toscanella. W styczniu 1713 został kamerlingiem Kolegium Kardynalskiego na roczną kadencję. Od roku 1714 pełnił funkcję kardynała-protektora Królestwa Portugalii przy Stolicy Apostolskiej. Choroba zmusiła go do rezygnacji z biskupstwa Viterbo w marcu 1719. Objął natomiast funkcję prefekta Kongregacji ds. Granic Państwa Kościelnego. Był także członkiem Kongregacji Konsystorialnej, Kongregacji Rozkrzewiania Wiary, Kongregacji ds. Soboru Trydenckiego, Kongregacji ds. Biskupów i Zakonników oraz Kongregacji Dobrego Rządu.

### Pontyfikat
Niewykluczone, że stan zdrowia stał się także ważnym argumentem dla elektorów na konklawe 1721, którzy po długich i trudnych wyborach (w których nie zabrakło ekskluzywy cesarza) zdecydowali się na kompromisowego, a zarazem „przejściowego” papieża. Kardynał Conti został wybrany 8 maja 1721 i przyjął na cześć Innocentego III imię Innocentego XIII. 18 maja 1721 odbyła się koronacja nowego papieża, a 16 listopada 1721 uroczysty ingres do bazyliki laterańskiej.
Innocenty XIII natychmiast postanowił naprawić relacje z mocarstwami europejskimi i przekazał w lenno cesarzowi Karolowi VI królestwo Neapolu i Sycylii. Musiał także pójść na kolejne ustępstwa wobec cesarza i oddać we władanie jego protegowanemu księstwo Parmy i Piacenzy, a także zaakceptować „monarchię sycylijską”. Papież zyskał także przychylność regenta Francji, Filipa Orleańskiego dzięki pożądanej nominacji kardynalskiej dla pierwszego ministra Guillaume'a Dubois. Poparł także Jakuba Stuarta, jako pretendenta do tronu brytyjskiego – wsparł go finansowo, a także obiecał wypłacenie mu 10 000 dukatów, za przywrócenie katolicyzmu.

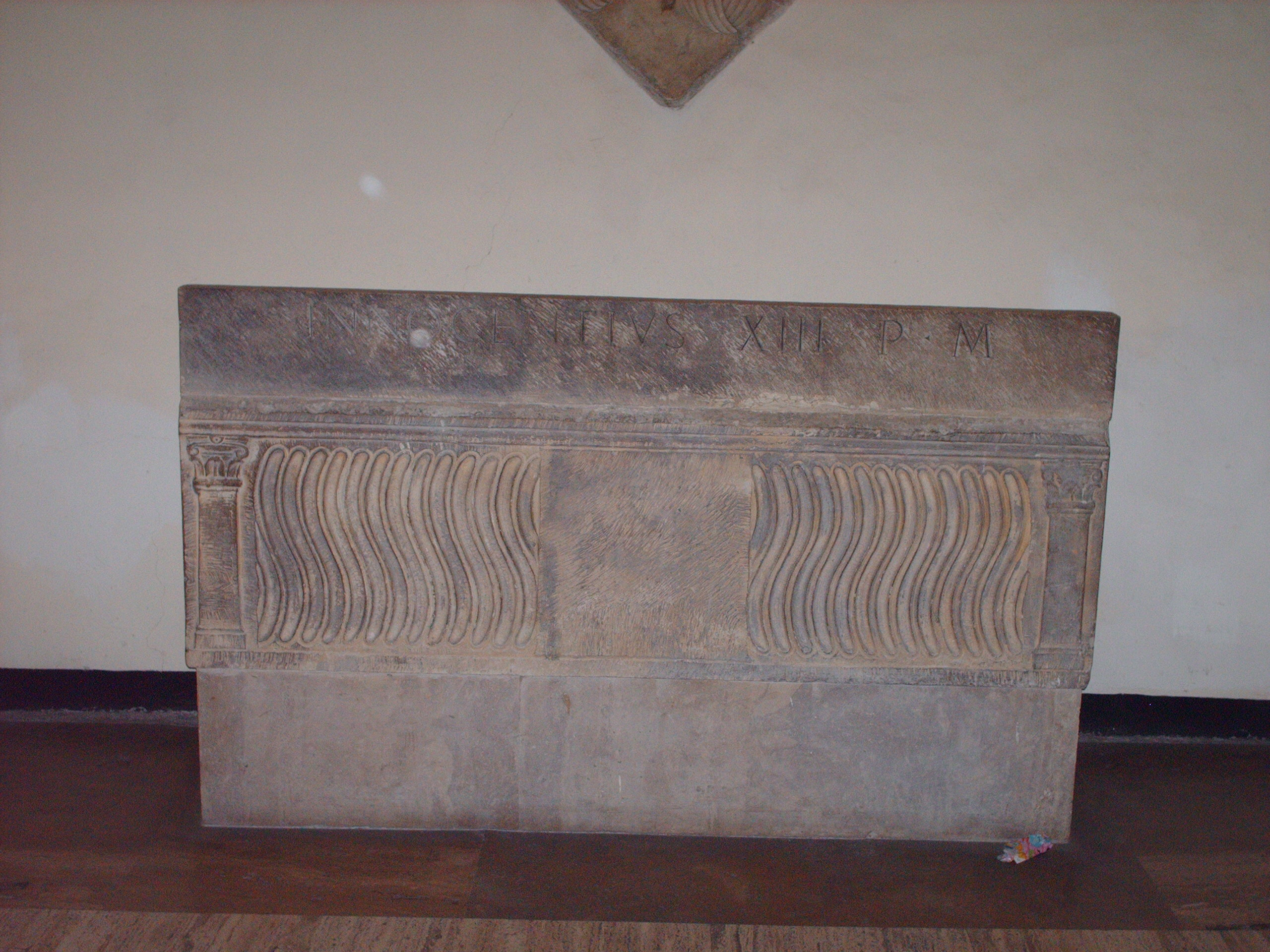
Grób Innocentego XIII w Grotach Watykańskich

Pontyfikat Innocentego stał pod znakiem niechęci do jezuitów. Kiedy dowiedział się, że nie przestrzegają oni zakazu używania tzw. rytu chińskiego przez jezuickich misjonarzy (wydanego jeszcze przez poprzednika) planował nawet rozwiązać zakon. Ograniczył się jednak do zabronienia przyjmowania nowych kandydatów do zakonu przez trzy lata. Poparł także bullę, potępiającą jansenizm i domagał się od króla Francji, by wyciągnął konsekwencje wobec francuskich biskupów.
Kreował 3 kardynałów na dwóch konsystorzach.